# Джон Пітер (хокеїст на траві)
Джон Пітер (19 червня 1937 — 30 червня 1998) — індійський хокеїст на траві.
Олімпійський чемпіон 1964 року, срібний призер 1960 року, бронзовий призер 1968 року.
Переможець Азійських ігор 1966 року.